# Bildungssystem in Bosnien und Herzegowina

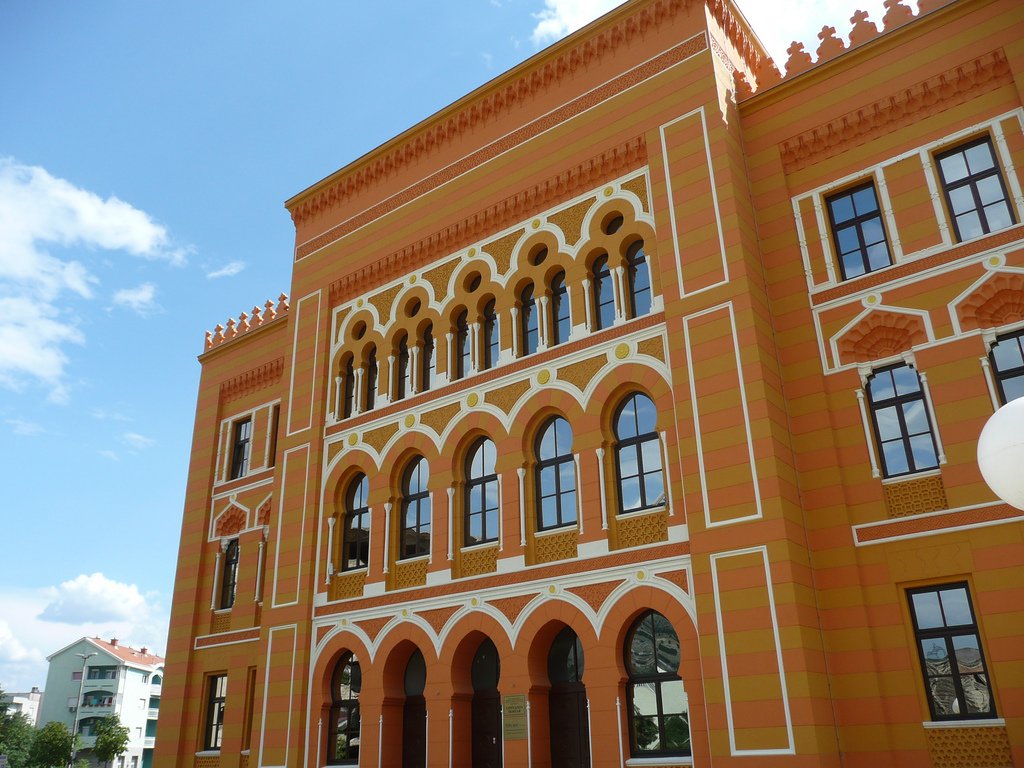
Gymnasium Mostar in Mostar

Das Bildungssystem in Bosnien und Herzegowina besteht aus der Primarstufe, den beiden Sekundarstufen und der Tertiärstufe. Es folgte in Bosnien und Herzegowina auf das Bildungssystem in Jugoslawien und zeigt Merkmale der muslimischen Mehrheitsbevölkerung. Die Landessprachen sind Bosnisch, Serbisch und Kroatisch, die christlichen Konfessionen der Minderheiten sind römisch-katholisch und serbisch-orthodox. Der Staat besteht seit 1992 und nach dem Bosnienkrieg aus drei Verwaltungseinheiten: Föderation Bosnien und Herzegowina (Hauptort Sarajevo, mehrheitlich von Bosniaken und bosnischen Kroaten bevölkert, mit 10 weitgehend autonomen Kantonen) und Republik Srpska (mehrheitlich von bosnischen Serben bevölkert mit dem Zentralort Banja Luka) sowie aus dem Distrikt Brčko (Sonderverwaltungsgebiet, das direkt dem Gesamtstaat untersteht). Die Lehrpläne und selbst die verwendeten Schriften (lateinisch/kyrillisch) sind dementsprechend heterogen. Zuständig sind das Ministerium für zivile Angelegenheiten und das neugebildete Ministerium für Bildung und Wissenschaft in Sarajevo sowie die Behörden der weiteren Staatsteile.
Deutsch als Fremdsprache ist an mehreren Schulen des Landes verankert, z. B. am traditionsreichen Ersten Gymnasium in Sarajevo (gegründet 1879). Dazu gehört auch die private Internationale Deutsche Schule Sarajevo.

## Grundschule
Die Primarstufe und die Sekundarstufe I sind in einer durchgehenden neunjährigen Grundschule verbunden, verpflichtend und kostenfrei für Kinder vom 6. bis zum 15. Lebensjahr in drei Zyklen (Alter 6–9; 9–12 und 12–15). Das System besteht seit 2004 im Ersatz für das alte achtjährige Bildungssystem, das in Jugoslawien bestand. Das Gesamtschulsystem wird mit dem Zeugnis Svjedodžba o završenoj osnovnoj školi abgeschlossen.

## Sekundarstufe II
Die Sekundarstufe II oder Mittelschule ist ebenso kostenfrei in der allgemeinen (Gimnazija bis zum Abitur Matura) und beruflichen bzw. technischen Bildung. Sie dauert in der beruflichen Lehre drei oder sonst vier Jahre. Daneben gibt es spezielle Kunstschulen (Umjetnička škola) oder religiöse Schulen.

## Tertiäre Stufe

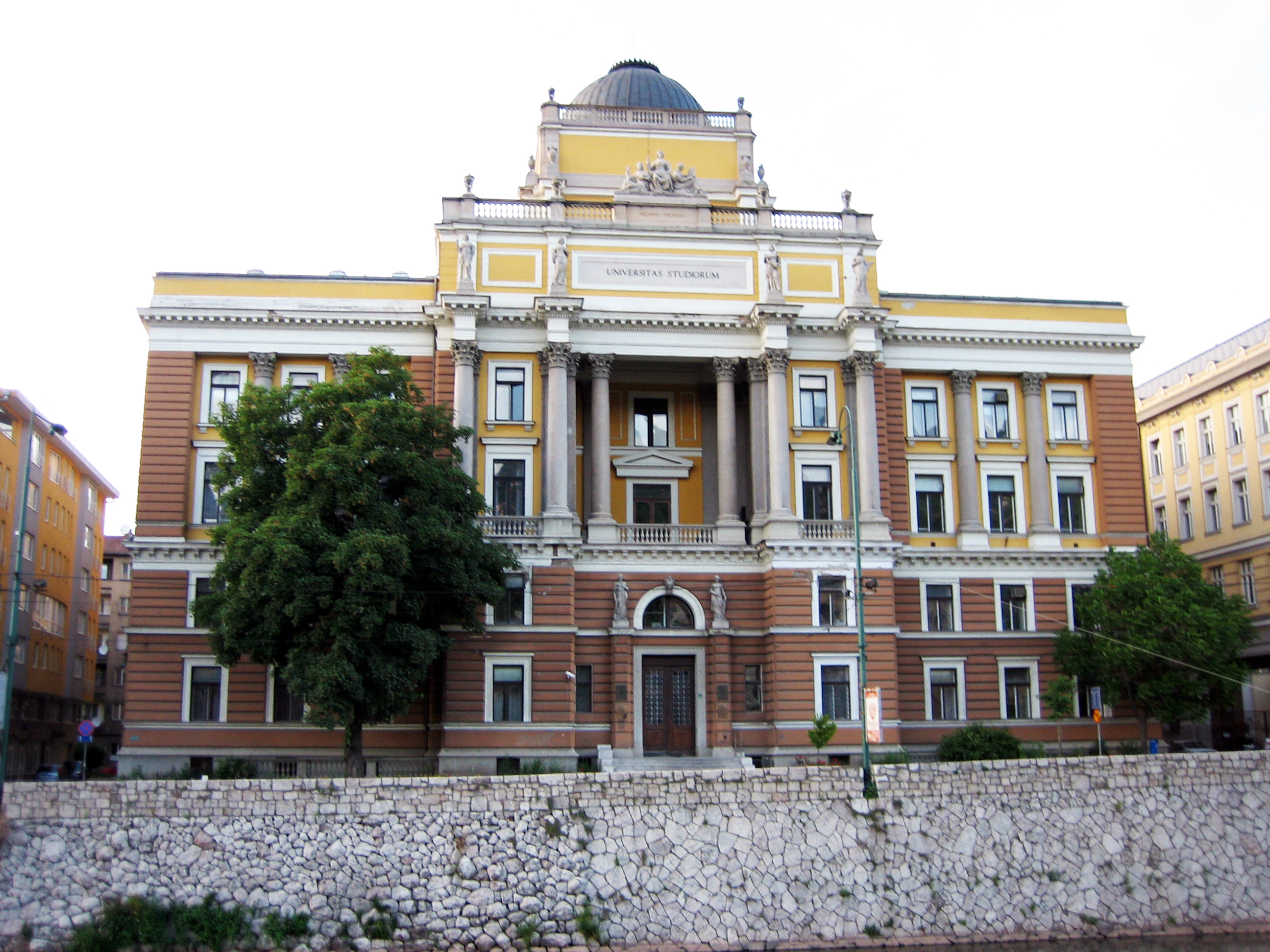
Rektorat der Universität Sarajewo

Das Hochschulstudium ist auf den Bologna-Prozess auf die drei Stufen von Bachelor – Master – Doktorat umgestellt. Neben der Universität Sarajevo (multiethnisch) gibt es die Universität Banja Luka (Republik Srpska), Universität Mostar (kroatischsprachig), Universität Travnik (privat), Universität Tuzla, Universität Zenica, Universität Ost-Sarajevo (Republik Srpska), Universität Džemal Bijedić in Mostar (bosnischsprachig), Universität Bihać, die American University in Bosnia and Herzegovina.

## Geschichte
Die erste Einrichtung höherer Bildung war die Sufi-Schule von Gazi Husrev Beg 1531 bei der Gazi-Husrev-Beg-Moschee, der viele weitere Religionsschulen folgten. 1887 begann eine Rechtsschule in der Scharia mit einem fünfjährigen Programm. Auf Betreiben von Österreich-Ungarn wurde 1893 das Gymnasium Mostar eröffnet.
Die Universität Sarajewo wurde erst 1949 durch Jugoslawien eröffnet, der weitere regionale Universitätsgründungen folgten, die lokale Bildungstraditionen (bspw. Bergbau in Tuzla) aufnahmen. In Sarajevo und Bosnien besteht eine alte franziskanische Tradition, zu der die Theologische Hochschule der Franziskaner gehört.

## Einzelbelege
1. ↑  https://media.anlaufstelle-anerkennung.at/BiH_Bildungssystem_Linz_Hodzic_Kadic_Dez2017.pdf
2. ↑  Schulen in Bosnien-Herzegowina. Abgerufen am 5. Februar 2024.
3. ↑  PASCH-Schulen - Goethe-Institut Bosnien und Herzegowina. Abgerufen am 4. Februar 2024.
4. ↑  Erstes Gymnasium Sarajevo. Abgerufen am 5. Februar 2024.
5. ↑  IDSS – Internationale Deutsche Schule Sarajevo. Abgerufen am 4. Februar 2024 (amerikanisches Englisch).
6. ↑  Univerzitet u Sarajevu. Abgerufen am 4. Februar 2024 (bosnisch).
7. ↑  UES - University of East Sarajevo. Abgerufen am 4. Februar 2024 (amerikanisches Englisch).
8. ↑  American University in Bosnia and Herzegovina. Abgerufen am 4. Februar 2024 (englisch).
9. ↑  Sarajevo Official Web Site : Education. 10. September 2015, archiviert vom Original (nicht mehr online verfügbar) am 10. September 2015; abgerufen am 4. Februar 2024.  Info: Der Archivlink wurde automatisch eingesetzt und noch nicht geprüft. Bitte prüfe Original- und Archivlink gemäß Anleitung und entferne dann diesen Hinweis.
10. ↑  Gimnazija Mostar. Abgerufen am 4. Februar 2024 (britisches Englisch).
11. ↑  Historija. Universität Sarajewo, abgerufen am 4. Februar 2024 (bosnisch).